# IC 3443
IC 3443 је елиптична галаксија у сазвјежђу Дјевица која се налази на листи објеката дубоког неба у Индекс каталогу.
Деклинација објекта је + 12° 19' 56" а ректасцензија 12h 31m 15,6s. Привидна величина (магнитуда) објекта IC 3443 износи 14,8 а фотографска магнитуда 15,8. IC 3443 је још познат и под ознакама MCG 2-32-112, CGCG 70-143, VCC 1348, NPM1G +12.0322, PGC 41421.